# Józef Dobrochowski
Józef Dobrochowski (ur. 21 grudnia 1904 w Koninie, zm. 14 kwietnia 1988 w Bydgoszczy) – polski duchowny starokatolicki, kapłan Polskiego Narodowego Kościoła Katolickiego w Stanach Zjednoczonych i Kanadzie (PNKK) (od 1951 w Polsce, pod nazwą: Kościół Polskokatolicki), a następnie (od I. połowy 1951 roku) Polskiego Kościoła Starokatolickiego. Przed śmiercią konwertował do Kościoła rzymskokatolickiego.

## Życiorys
Ks. Józef Dobrochowski w latach 30. XX wieku był proboszczem parafii polskokatolickiej w Borysławiu, a następnie swoimi staraniami erygował parafię w Lublinie. W latach 1945–1951 duszpasterzował w Bydgoszczy.
Ks. Józef Dobrochowski był liderem grupy inicjatywnej duchownych PNKK, sterowanej przez funkcjonariuszy V Departamentu Ministerstwa Bezpieczeństwa Publicznego (MBP) i pracowników Wydziału III Urzędu do Spraw Wyznań (UdSW), która przejęła kontrolę nad działalnością diecezji misyjnej Polskiego Narodowego Kościoła Katolickiego po aresztowaniu bpa Józefa Padewskiego w 1951. W konsekwencji prowadzonych przez aparat państwowy w PNKK czystek, został wydalony z Kościoła (1951) za zbytnie afiszowanie się z poparciem udzielonym mu przez MBP i UdSW, brak postępów w porządkowaniu spraw administracyjno-organizacyjnych Kościoła oraz nieporadność w tłumaczeniu kapłanom i wiernym konieczności dokonywania zmian. Przeszedł do Polskiego Kościoła Starokatolickiego, gdzie otrzymał sakrę biskupią.